# رودريغو باز
رودريغو باز هو شخصية أعمال وسياسي إكوادوري، ولد في 20 ديسمبر 1933 في تولكان في الإكوادور. نشط حزبياً في حزب الديمقراطية الشعبية ‏. وقد انتخب وزير المالية.